# Aeroportul Wollaston Lake
Aeroportul Wollaston Lake (IATA: ZWL, ICAO: CZWL) este un aeroport din Saskatchewan, Canada.
Situat la o altitudine de 414 m, aeroportul dispune de o singură pistă. Este operat de Ministry of Highways and Infrastructure⁠(d).